# Склерофітні чагарники Парагуани

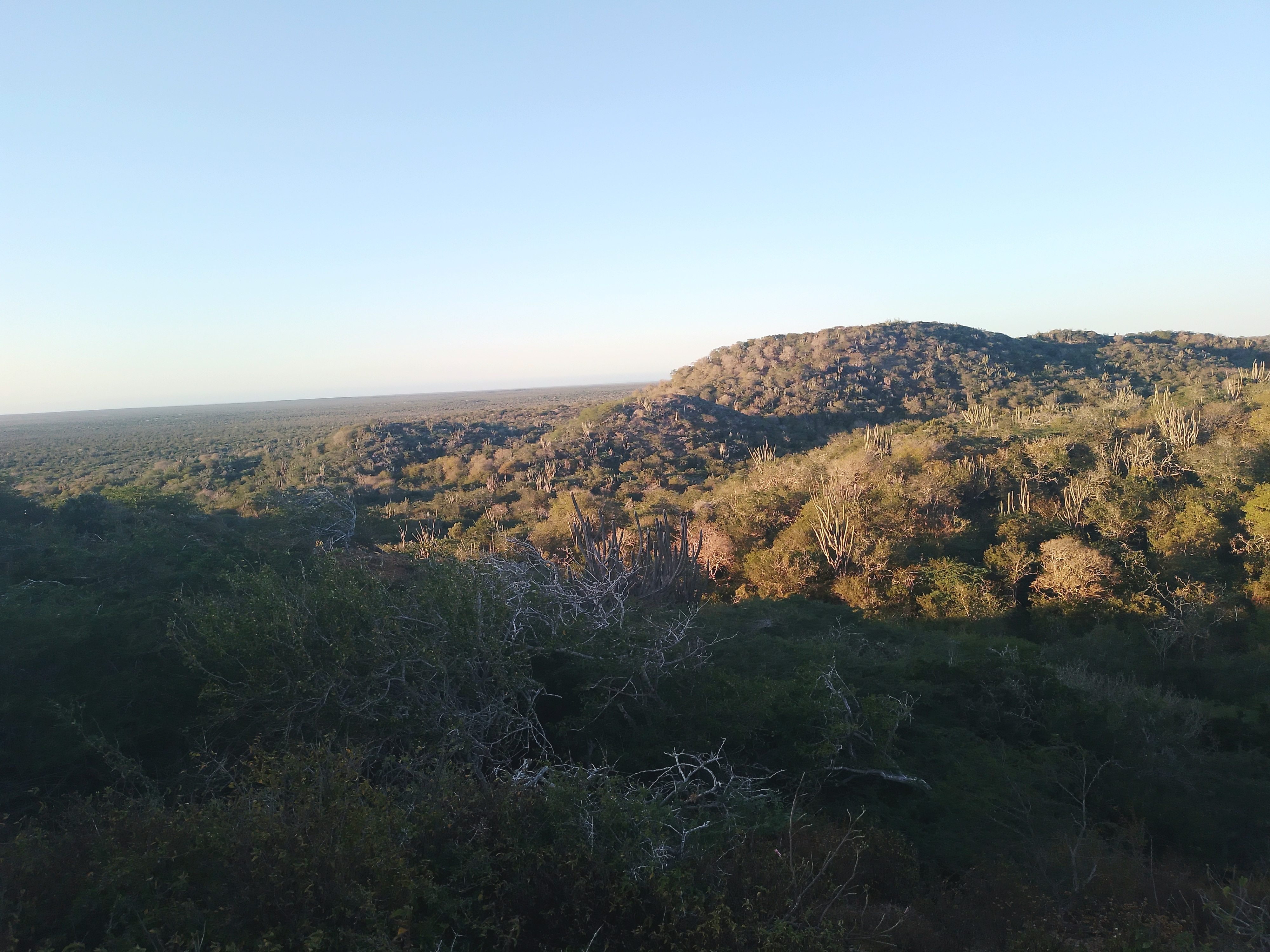
Чагарники Парагуани

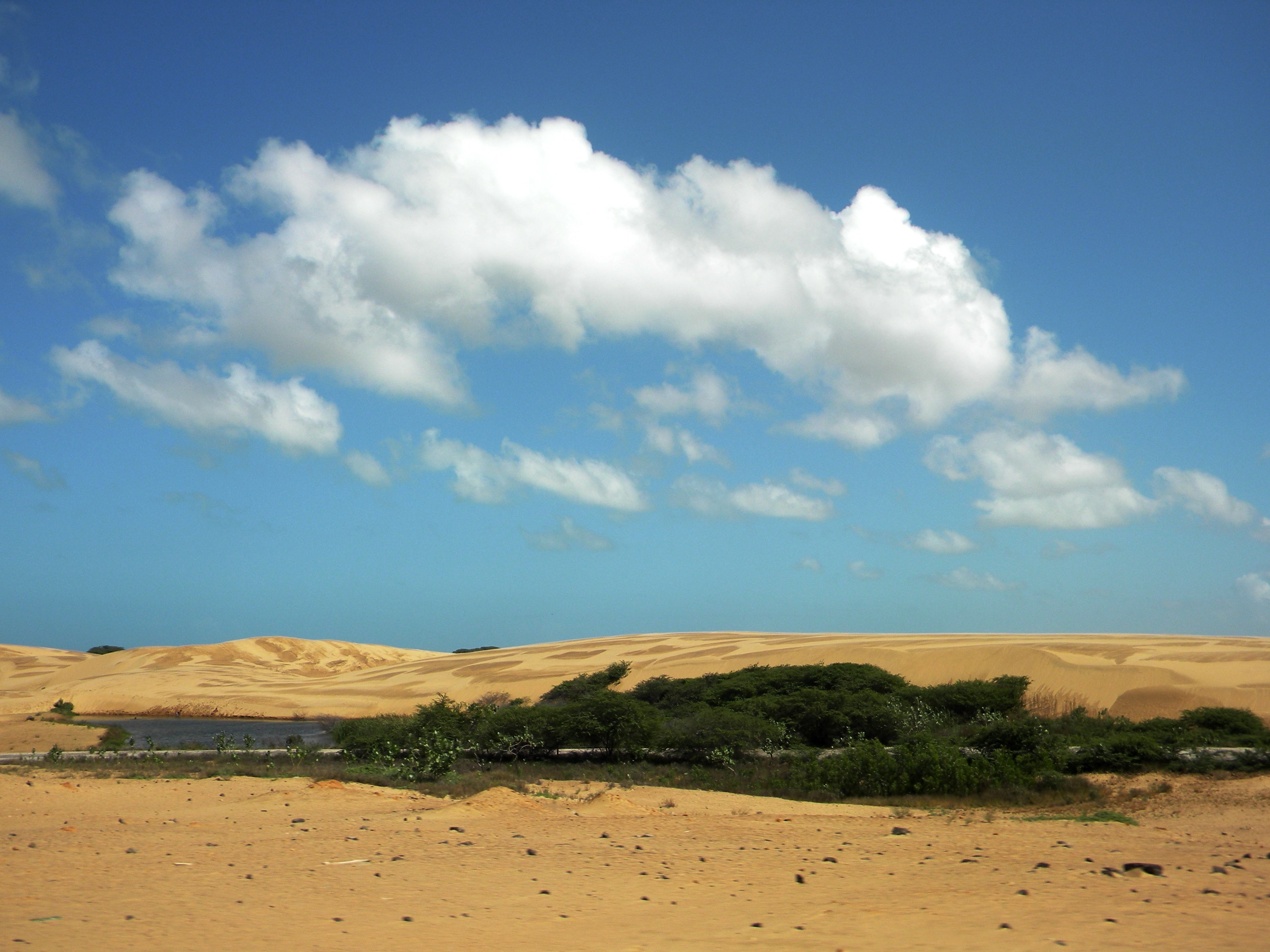
Піщані дюни Парагуани

Склерофітні чагарники Парагуани (ідентифікатор WWF: NT1313) — неотропічний екорегіон пустель і склерофітних чагарників, розташований на північному заході Венесуели.

## Географія
Екорегіон склерофітних чагарників Парагуани розташований на північному заході Венесуели, простягаючись уздовж південно-східного узбережжя Венесуельської затоки Карибського моря, від крайнього північного сходу штату Сулія на схід через північний захід штату Фалькон. На північному сході екорегіону розташований півострів Парагуана, а на південному сході — посушливі міжгірські западини Баркісімето та Карора, які простягаються через центральну частину штату Лара і складають внутрішню частину регіону Коро. Південно-східна частина екорегіону прилягає до північних передгір'їв гір Кордильєра-де-Мерида, які є частиною Венесуельських Анд.
Півострів Парагуана площею 3405 км² протягом останніх мільйонів років, починаючи з пліоцену, був окремим островом, однак у голоцені, приблизно 3000 років тому, він був поєднаний з континентом піщаним перешийком Меданос завдовжки 25 км, який утворився внаслідок тектонічного підняття. Уздовж узбережжя Меданоса простягаються молоді піщані дюни, які постійно оновлюються матеріалом, що надходить із затоки Вела. Сам півострів Парагуана має переважно рівнинний рельєф, а в його центрі є кілька пагорбів та гора Серро-Санта-Ана заввишки 830 м.
Міжгірські западини Баркісімето та Карора є частиною перехідної зони між Андами та горами Венесуельського Прибережного хребта. З погляду геології тут переважають крейдові та третинні пісковики, вапняки, аргіліти та конгломерати. Кальцитові ґрунти регіону мають високий вміст солей. Уздовж узбережжя Венесуельської затоки простягаються піщані пляжі та дюни. У прибережних районах переважають піщані ґрунти, а далі вглиб континенту — піщано-глинисті ґрунти. Вони мають низький вміст органічних речовин і фосфору та нейтральну кислотність.
На півострові Парагуана присутні лише періодичні водні потоки, а постійні водойми відсутні. На материку річка Мітаре розділяється на річки Педрегал та Параїсо, які впадають у затоку Коро на південь від Парагуани. Головною річкою, що тече через міжгірські западини на південному сході регіону, є Токуйо. Ця річка утворюється при злитті річок Морере, Барігуа та Букарес і тече на схід, де впадає у затоку Трісте.
На півдні склерофітні чагарники екорегіону переходять у сухі ліси Маракайбо, на південному сході — у гірські ліси Венесуельських Анд, а на сході — у сухі ліси Лари та Фалькону. У деяких районах на узбережжі Карибського моря зустрічаються мангрові ліси, які є частиною екорегіону венесуельських мангрів.

## Клімат
На більшій частині екорегіону переважає напівпустельний клімат (BSh за класифікацією кліматів Кеппена), а у деяких районах на узбережжі Венесуельської затоки та на півострові Парагуана — пустельний клімат (BWh за класифікацією Кеппена). Середньорічна кількість опадів у Парагуані не перевищує 300 мм, а у міжгірських долинах Лари та Фалькону коливається від 350 мм до приблизно 1000 мм у передгір'ях. Температура в регіоні може підійматися до 50 °C на відкритому сонці та опускатися до 15 °C у тіні. Причиною посушливості місцевого клімату є сильні північно-східні пасати, що дмуть вздовж узбережжя зі швидкістю від 7 до 11 м/с, а також контраст між температурою моря та суходолу.

## Флора
Рослинний покрив екорегіону представлений прибережними луками та чагарниками. На прибережних дюнах та солончаках поширені луки та невисокі чагарники, які в глибині континенту переходять у колючі чагарникові та кактусові зарості. Присутність листяних та вічнозелених дерев змінюється залежно від природних умов, утворюючи складну рослинну мозаїку. Флора екорегіону пристосована до екстремальних посушливих умов, солоних ґрунтів, сильних вітрів та спеки.
У прибережних районах екорегіону переважають галофітні та псамофітні луки. Прибережні склерофітні луки переважно поширені на східному узбережжі півострові Парагуана, вздовж вузької смуги стабілізованих дюн між містами Коро та Адікора, а також вздовж материкового узбережжя по обидва боки від Коро. Інші ділянки піщаних дюн зазвичай мають рідкісний рослинний покрив або на них він взагалі відсутній.
Галофітні луки — це низькотравні, відкриті трав'янисті угруповання, у яких відсутні дерева та чагарники. Вони ростуть у солонуватих западинах та характеризуються низьким флористичним різноманіттям. Серед видів, що переважають на галофітних луках, слід відзначити гребенясту лутигу (Atriplex cristata), різноколосник Ріттера (Heterostachys ritteriana), кущовий солонець (Salicornia fruticosa), приморський батіс (Batis maritima) та прибережний портулак (Sesuvium portulacastrum).
Псамофітні луки утворюють густий, однак нерівномірний трав'янисто-чагарниковий покрив серед стабілізованих прибережних піщаних дюн. Серед трав'янистих рослин, поширених на цих луках, слід відзначити сцеволу Плюм'є (Scaevola plumieri), рожевий портулак (Portulaca pilosa), прибережну морську гірчицю (Cakile lanceolata), плосколистий смикавець (Cyperus planifolius), приморський спороболус (Sporobolus virginicus), пірамідальний спороболус (Sporobolus pyramidatus), солоно-лучний спороболус (Sporobolus pumilus) та прибережні кручені паничі (Ipomoea pes-caprae), а серед напівчагарників, чагарників та кактусів — прибережний пляжний молочай (Euphorbia mesembryanthemifolia), високий калотропіс (Calotropis procera), сланку тропічну стокротку (Egletes prostrata), морську лаванду (Tournefortia gnaphalodes), витку турнефортію (Myriopus volubilis), каракаську опунцію (Opuntia caracassana), різноколосник Ріттера (Heterostachys ritteriana), королівський піщаний молочай (Euphorbia dioeca), затоковий кротон (Croton punctatus), південну гострянку (Cenchrus echinatus) та якірці Зейхера (Tribulus zeyheri). Подекуди серед піщаних дюн зустрічаються ізольовані дерева, вигнуті внаслідок постійного сильного вітру, зокрема прямі конусоплідні мангри (Conocarpus erectus), китицецвіті мескіти (Neltuma juliflora) та покручені акації (Vachellia tortuosa).
У внутрішніх частинах екорегіону переважають чагарники. Основу чагарникових заростей, поширених у перехідній зоні між екорегіоном та навколишніми сухими лісами, складають кущі та невисокі дерева заввишки до 5 м, які не формують суцільного лісового намету. У цих невисоких однорідних заростях переважають каракаські опунції (Opuntia caracassana), мексиканські орегано (Lippia origanoides) та жовті кротони (Croton flavens), а також променисті кротони (Croton heliaster), куманські буррерії (Bourreria cumanensis), м'які цезальпінії (Caesalpinia mollis), серцелисті рандії (Randia obcordata), кущові бонеллії (Bonellia frutescens), дубильні цезальпінії (Libidibia coriaria), солодкі мавпячі сережки (Pithecellobium dulce), запашні каперці (Quadrella odoratissima), лінійні каперці (Cynophalla linearis), дерева гуамачо (Leuenbergeria guamacho), китицецвіті мескіти (Neltuma juliflora), мексиканські органні кактуси (Stenocereus griseus), повстисті бурзери (Bursera tomentosa), американські морісорії (Morisonia americana) та різні види мальпігій (Malpighia spp.). Під час сезону дощів між кущами проростає велика кількість однорічних рослин.
У більш посушливих районах поширені невисокі, колючі чагарникові зарості висотою від 3 до 8 метрів. Вони здебільшого дуже густі й можуть розглядатися як деградовані листяні ліси. Серед видів, що переважають у цих заростях, слід відзначити китицецвітий мескіт (Neltuma juliflora), прямий козячий кущ (Castela erecta), мексиканський органний кактус (Stenocereus griseus), каракаську опунцію (Opuntia caracassana), жостеролистий кротон (Mallotus rhamnifolius), рожеві кручені паничі (Ipomoea carnea) та сонорські пало-верде (Parkinsonia praecox).
У найбільш посушливих частинах екорегіону переважають невисокі чагарникові зарості бріарес, які включають різноманітні колючі чагарники та кактуси, а також чагарники кардоналес, у яких переважають колоноподібні кактуси. Щільність рослинного покриву може варіюватися від дуже рідкісного до дуже густого. Серед чагарників, які складають основу бріаресу, слід відзначити прямий козячий кущ (Castela erecta), китицецвітий мескіт (Neltuma juliflora), сонорську пало-верде (Parkinsonia praecox), куманську буррерію (Bourreria cumanensis), солодкі мавпячі сережки (Pithecellobium dulce), покручену акацію (Vachellia tortuosa), великоколючкову акацію (Vachellia macracantha), рожеві кручені паничі (Ipomoea carnea), геліотроповий кротон (Croton heliotropiifolius), напівчагарникове індиго (Indigofera suffruticosa), попелясту козячу руту (Tephrosia senna), високий калотропіс (Calotropis procera), вест-індійський козячий чай (Capraria biflora) та венесуельську арістіду (Aristida venesuelae), а серед кактусів — мексиканський органний кактус (Stenocereus griseus), шестигранний цереус (Cereus hexagonus), нічноцвітий акантоцереус (Acanthocereus tetragonus), високу опунцію (Opuntia elatior), карибську циліндроопунцію (Cylindropuntia caribaea) та пухнастий волохатий кактус (Pilosocereus lanuginosus).
Рослинний покрив півострова Парагуана представлений кількома типами рослинних угруповань. На більшій частині півострова, на висоті до 300 м над рівнем моря, поширені колючі чагарники. В горах у центральній частині півострова, на висоті від 300 до 500 м над рівнем моря, поширені листяні ліси, на висоті від 500 до 700 м над рівнем моря — гірські хмарні ліси, на висоті від 700 до 800 м над рівнем моря — карликові ліси, у яких переважають невисокі кущоподібні види дерев, а на вершині гори Серро-Санта-Ана, на висоті від 800 до 830 м над рівнем моря, — субальпійська парамоподібна рослинність, основу якої складають карликові дерева. За винятком колючих чагарників, флора інших рослинних угруповань Парагуани значно відрізняється від рослинності, поширеної на решті екорегіону. Ліси, поширені в горах півострова, зазвичай дуже густі, невисокі і складаються з двох ярусів дерев та розвиненого підліску. Їхню основу складають товарські протіуми (Protium tovarense), червоножилкові тетрахідіуми (Tetrorchidium rubrivenium), ієроніми Фендлера (Hieronyma fendleri), трижилкові тапіа (Alchornea triplinervia), гарнолисті квалеї (Qualea calophylla), кущові гордонії (Gordonia fruticosa), широколисті граффенріди (Graffenrieda latifolia), рясноцвіті клузії (Clusia multiflora), голі сциодафіллуми (Sciodaphyllum glabratum), ладенбергії Моріца (Ladenbergia moritziana), дрібноплоді васконцеллеї (Vasconcellea microcarpa), тричастні філодендрони (Philodendron tripartitum) та обгризені веттінії (Wettinia praemorsa), а також різні види хамедорей (Chamaedorea spp.) та геоном (Geonoma spp.). Ендеміками Парагуани є парагуанські геономи (Geonoma paraguanensis) та фальконські родоспати (Rhodospatha falconensis).
В екорегіоні є кілька важливих прісноводних водно-болотних угідь, які є місцями відпочинку для місцевих та перелітних птахів. Серед рослин, що зустрічаються на болотах регіону, слід відзначити золотисту мангрову папороть (Acrostichum aureum), азійську меч-папороть (Nephrolepis hirsutula), трилисту золотобоку папороть (Pityrogramma trifoliata), тропічну чотирилистку (Marsilea ancylopoda), звичайний водяний гіацинт (Pontederia crassipes), амурексію Райта (Amoreuxia wrightii), кручені паничі Райта (Ipomoea heptaphylla), духмяні плюхеї (Pluchea odorata), стрілолисті плюхеї (Pluchea sagittalis) та мінливий ситняг (Eleocharis mutata).
Загалом флора екорегіону характеризується низьким видовим різноманіттям та рівнем ендемізму. Тим не менш, тут зустрічається кілька видів ендемічних рослин, таких як рідкісні содниколисті оксікарпи (Oxycarpha suaedifolia) та ґедзеві лутиги (Atriplex oestophora). Майже ендемічними представниками регіону є обдерті різдвяноягідники (Crossopetalum rhacoma), кущі висотою 1—3 м, які окрім Парагуани зустрічаються лише в екорегіоні сухих лісів Лари та Фалькону.

## Фауна
Серед ссавців, поширених на луках та в чагарникових і кактусових заростях екорегіону, слід відзначити білохвостого оленя (Odocoileus virginianus), ошийникового пекарі (Dicotyles tajacu), оцелота (Leopardus pardalis), ягуарунді (Herpailurus yagouaroundi), майконга-крабоїда (Cerdocyon thous), смугастого свинорилого скунса (Conepatus semistriatus), дев'ятипоясного броненосця (Dasypus novemcinctus), американського тамандуа (Tamandua tetradactyla), південного опосума (Didelphis marsupialis), флоридського кролика (Sylvilagus floridanus) та вечірню мишу Хуммелінка (Calomys hummelincki). Ендеміками екорегіону є парагуанські колючі торбомиші (Heteromys oasicus) та парагуанські вусані (Pteronotus paraguanensis), а майже ендемічними його представниками — гуахірські мишачі опосуми (Marmosa xerophila) та кюрасайські нічниці (Myotis nesopolus).
Орнітофауна екорегіону включає червононогого татаупу (Crypturellus erythropus), рудогузу чачалаку (Ortalis ruficauda), чубату перепелицю (Colinus cristatus), рудого кукліло (Coccyzus lansbergi), рудого дрімлюгу (Antrostomus rufus), колібрі-рубіна (Chrysolampis mosquitus), пустельного канюка (Parabuteo unicinctus), великодзьобого канюка (Rupornis magnirostris), білохвостого канюка (Geranoaetus albicaudatus), аргентинську каракару (Caracara plancus), американського сича (Athene cunicularia), американського лежня (Burhinus bistriatus), малу гілу (Melanerpes rubricapillus), рудоволого аратингу (Eupsittula pertinax), гвіанського папугу-горобця (Forpus passerinus), чорноволого сорокуша-малюка (Thamnophilus melanonotus), строкатокрилу рестингу (Formicivora intermedia), блідого пію (Synallaxis albescens), північного тиранчика-короткодзьоба (Sublegatus arenarum), південного тиранчика-довгодзьоба (Camptostoma obsoletum), золотолобого віреончика (Pachysylvia aurantiifrons), чагарникового віреончика (Hylophilus flavipes), тропічну комароловку (Polioptila plumbea), сивого пересмішника (Mimus gilvus), венесуельського трупіала (Icterus icterus), цитринового трупіала (Icterus nigrogularis), білобрового різжака (Campylorhynchus griseus), золотокрилого тихоголоса (Arremon schlegeli), венесуельську саяку (Thraupis glaucocolpa), сірого червоночубика (Coryphospingus pileatus), чорноволого потроста (Melanospiza bicolor), рудобокого зернолуска (Saltator orenocensis) та оливкового зернолуска (Saltator olivascens).
Майже ендемічними представниками регіону є білокрилі голуби (Patagioenas corensis), вохристі колібрі (Leucippus fallax), зелені колібрі-лісовички (Chrysuronia goudoti), колумбійські колібрі-смарагди (Chlorostilbon gibsoni), жовтоплечі амазони (Amazona barbadensis), рудогорлі лінивки-жовтооки (Hypnelus ruficollis), карибські горнеро (Furnarius longirostris), біловусі пію (Synallaxis candei), тонкодзьобі інезії (Inezia tenuirostris), венесуельські мухолови-клинодзьоби (Todirostrum viridanum), токуянські риджвеї (Arremonops tocuyensis), південні кардинали (Cardinalis phoeniceus) та дуже рідкісні червоні чижі (Carduelis cucullata).
Герпетофауна екорегіону включає карликового коралового аспіда (Micrurus dissoleucus), парагуанську котячооку змію (Leptodeira bakeri), великого аноліса (Anolis onca), парагуанського батогохвоста (Cnemidophorus arenivagus) та ендемічного парагуанського гекона (Lepidoblepharis montecanoensis).

## Збереження
Розвиток туристичної інфраструктури в регіоні, а також надмірний випас кіз та іншої худоби призвели до знищення значної частини місцевих чагарникових заростей. Основними загрозами для збереження природи регіону є знищення місцевої рослинності, полювання, розвиток гірничодобувної промисловості та будівництво доріг.
Оцінка 2017 року показала, що 6274 км², або 40 % екорегіону, є заповідними територіями. Природоохоронні території включають: Національний парк Меданос-де-Коро, Національний парк Серро-Сароче та Національну пам'ятку Серро-Санта-Ана/